# Highlander: Vendetta immortale
Highlander: Vendetta immortale (Highlander: The Search for Vengeance) è un film d'animazione direct-to-video liberamente ispirato alla saga iniziata con il film Highlander - L'ultimo immortale. Diretto da Yoshiaki Kawajiri e scritto da David Abramowitz, Highlander: Vendetta immortale è il frutto di una collaborazione tra la Imagi Animation e la Madhouse, ed è stato proiettato per la prima volta il 20 aprile 2007.
Nell'edizione italiana del film, la famosa frase "There can be only one", viene tradotta in "Soltanto uno di noi resterà in vita", anziché nel consolidato "Ne resterà soltanto uno". Allo stesso modo, il termine "terra consacrata" viene adattato in "suolo sacro".

## Trama
Anno 2187.
Guerre, surriscaldamento globale, innalzamento dei mari e la diffusione di un virus dall'altissima percentuale di mortalità hanno trasformato la Terra in un ambiente di morte e devastazione, in cui vige quasi ovunque la legge del più forte. Nella nuova New York, di cui è rimasta solamente Manhattan, i ricchi vivono rigidamente controllati e vaccinati dal virus all'interno di un lussuoso complesso residenziale dominato da un altissimo grattacielo, mentre i poveri sono lasciati a marcire e a scannarsi l'un l'altro tra le macerie della vecchia città.
Colin MacLeod è uno degli ultimi esponenti della razza degli Immortali, esseri umani dotati di vita eterna, a meno che non venga recisa loro la testa, e da quasi duemila anni è all'incessante ricerca di un Immortale chiamato Marcus, della cui uccisione ha fatto la sua unica ragione di vita. Nel suo viaggio senza fine in giro per un mondo dove regna l'anarchia Colin si guadagna da vivere nei modi più disparati, ad esempio come cacciatore di taglie, e uccidendo nel contempo qualsiasi Immortale si pari sulla sua strada. Ad accompagnarlo è Amergan, lo spirito di un vecchio druido celtico che non perde occasione per rinfacciargli la sua insensata quanto ottusa ricerca di vendetta a distanza di due millenni.
Dopo aver ucciso il pluriricercato Malik, un criminale Immortale a capo di una banda di assassini mutanti, Colin giunge a New York per incassare la taglia, e gli agenti di guardia all'ingresso, sotto la minaccia delle armi, lo costringono ad incontrare il comandante della città. Lungo il viaggio attraverso i resti della vecchia città Colin riesce a liberarsi, e subito dopo aver ucciso le guardie che lo scortavano incontra Jo, un ragazzo che vive nel sottosuolo e che lo indirizza in un bar nella zona del porto.
Qui Colin conosce Dahlia, una prostituta, e vedendola ritorna con la memoria a duemila anni prima, quando, inconsapevole della sua natura di Immortale, era a capo di un piccolo villaggio di guerrieri britanni che si opponeva all'occupazione romana. Sua moglie, Moya, era la figlia del precedente capovillaggio, e a differenza di Colin, inebriato e reso cieco dalla troppa fiducia in sé stesso, sapeva bene che nulla avrebbero potuto contro l'esercito che Roma stava preparando contro di loro.
Per questo, narcotizzato il marito, si era recata al campo dei romani per negoziare una tregua con il loro generale, ovvero Marcus Octavius, arrivando anche ad offrirgli il proprio corpo se avesse accettato di rinunciare alla battaglia. Di fronte al rifiuto di Marcus la donna aveva tentato di ucciderlo, ma essendo lui un Immortale si era rivelato un gesto inutile, e di tutta risposta era stata crocifissa, e costretta ad osservare la distruzione del suo villaggio ad opera dei legionari. Solo Colin, in quanto Immortale, sopravvisse, e prima di morire Moya gli fece promettere che non avrebbe cercato vendetta, promessa poi disillusa. Per i successivi duemila anni Colin non aveva fatto altro che rincorrere Marcus da un capo all'altro del mondo, ma in un modo o nell'altro tutti i loro scontri si erano conclusi con una rovinosa sconfitta, e solo per una lunga serie di veri miracoli Colin non era stato ancora ucciso dal suo rivale.
Dahlia conduce Colin nella vecchia rete metropolitana, dove hanno trovato rifugio molte migliaia di persone che non si rassegnano all'anarchia che imperversa in superficie e cercano un modo per ritornare ad una vita normale, ma che vivono sotto la costante minaccia virale. A quel punto, viene alla luce il vero obiettivo della donna: il suo scopo è di introdursi nella Torre e recuperare dai laboratori i vaccini per contrastare la malattia, ma per poter superare la pesante difesa delle guardie gli serve l'aiuto di qualcuno forte come Colin, al quale non esita ad offrire anche favori sessuali.
Colin però si mostra del tutto disinteressato alla cosa, ma proprio mentre sta lasciando la città vede su un maxischermo il volto del comandante della città, e ringhiando di rabbia riconosce in lui Marcus Octavius. A quel punto Colin si reca subito in cima al grattacielo per sfidare Marcus e purtroppo rimedia l'ennesima sconfitta, salvandosi in quanto precipita dal palazzo schiantandosi proprio davanti a Dahlia, che stava tentando una sortita. La donna rimane sconvolta quando vede Colin, inizialmente morto, tornare in vita e lo accompagna nel rifugio dei ribelli. Dahlia sembra innamorarsi sinceramente di Colin, che stavolta non rimane del tutto indifferente alla ribelle e pur non rinunciando alla vendetta, accetta di combattere di nuovo anche per i ribelli.
È quindi organizzato un nuovo attacco e Colin riesce a raggiungere un'arena da cui Marcus intende diffondere il virus in tutta la città per sterminarne gli abitanti. Colin tenta di fermarlo, ma nonostante il suo impegno, il nemico si dimostra ancora una volta troppo superiore. Intanto Dahlia combatte contro Kyala, giapponese immortale che Marcus incontrò e risparmiò secoli fa per farne la sua amante. Kyala coglie di sorpresa e ferisce a morte Dahlia, che prima di morire riesce a infilare in bocca alla nemica una granata, il cui scoppio distrugge completamente i loro corpi, eliminando così anche Kyala. Dahlia prima di morire rassicura Colin poiché si reincontreranno in futuro. Colin percepisce la morte di Dahlia e finalmente rinsavisce, cominciando a combattere non più accecato dal desiderio di vendetta ma solo per salvare gli altri. In questo modo riesce a sconfiggere Marcus, lo decapita e la Reminiscenza che ottiene da lui gli permette di distruggere il meccanismo di diffusione del virus. Colin lascia così la città, diretto verso nuove avventure, consapevole che lui e Dhalia un giorno si ritroveranno.